# Staticobium insularum
Staticobium insularum är en insektsart. Staticobium insularum ingår i släktet Staticobium och familjen långrörsbladlöss. Inga underarter finns listade i Catalogue of Life.